# Владимир Јанковић (сликар)
Владимир Јанковић (Алексинац, 6. априла 1952) српски је сликар старије генерације, професор на Факултету ликовних уметности у Нишу, који је на ликовну сцену Србије (и тадашње Југославије) након дипломирања на Факултету ликовних уметности у Београду 1981. године са јасно изграђеним стилом мејзажисте. До данас, имао је велики број колективних и самосталних изложби, а учествовао је и на бројним ликовним колонијама широм земље и у иностранству. За своја дела добијао је награде и признања. Члан је УЛУС-а од 1980. и УЛУ-а од 1985. године. Живи и ствара у Алексинцу.

## Живот
Рођен је 6. априла 1952. године у Алексинцу. Дипломирао је на Факултету ликовних уметности у Београду, на сликарском одсеку, 1978. године. На истом факултету зацвршио је и постледипломске студије 1981.године.
Од 1980.године члан је УЛУС-а, а 1985.године члан УЛУ-а. Живи и ствара у Алексдинцу. Ради на Факултету уметности у Нишу, 2005.године у звању професор-доцент.

## Ликовно стваралаштво
Слике
На сликам Владимира Јанковића доминирају пејзажи као ликовна форма који, како то каже Јадранка Мишић Пејовић: попут страшног Судије, истиснуо човека а његово место је заузео материјални свет. Међутим, у свим Јанковићевим радовима присутни су и трагови људских активности: засади дрвећа, омеђене њиве, неурбанизована насеља на периферији града, збијене сеоске куће, наткриљене планином или црква која на неком узвишењу доминира околином.
Цртајући пејзаш са материјалним светом, Владимир у начелу, 
Привидно премештајући сопствено интересовање са човека на природу, он тиме преиспитује њихов синхрони однос, спиритуалну везу, идеју пролазности и променљивости коју иницира човак, са једне стране, а са друге сама природа која чини несталним не само изглед планина већ има моћ и над хиљаду пута већим и тежим наслагама на којима оне почивају, како је то рекао Иво Андрић.
Цртежи
Након вишегодишњег стварања серије пејзажа у уљу на којима је овековечио прелепе пејзажи Србије, Црне Горе, Хиландара и Боко-Которског залива Владимир Јанковић у другој деценији 20. века, све више ликовној публици показује изванредно познавање основних закона ликовности у класичним, академскским оквирима:
Владимир Јанковић се посвећује проучавању цртежа као медија који пружа увек нове, слободне и непосредне начине сликарског изражавања. Временом слободне, ишрафиране линије поставља у центар сопствених истраживања које попут густе мреже имају композицију у равнотежи. Прешавши сликарски пут од фигурације до асоцијативних пејзажа редукујући облике и масе до самих наговештаја полако изграђује сопствени препознатљив рукопис.

## Самосталне изложбе
| Година | Место одржавања |
| ------ | --- |
| 1981.  | - Београд, Галерија Факултета ликовних уметности |
| 1982.  | - Београд, Галерија Дома омладине |
| 1986.  | - Ниш, Салон 77 - Алексинац, Галерија Дома културе |
| 1987.  | - Београд, Галерија КНУ |
| 1988.  | - Трстеник, Галерија Радничког универзитета |
| 1991.  | - Алексинац, Галерија Дома културе - Сокобања, Галерија музеја |
| 1994.  | - Алексинац, Центар за културу и уметност |
| 1995.  | - Београд, Галерија Међ. ПРЕСС-центра ТАЊУГ-а |
| 1996.  | - Сокобања, Конгресна дворана хотела "Здрављак" - Нови Сад, Културни центар - Мали ликовни салон - Београд, Галерија УЛУС-а - Шид, мала сала КОЦ-а - Димитровград, Градска галерија |
| 1997.  | - Сокобања, Конгресна дворана хотела "Здрављак" |
| 1998.  | - Сокобања, Конгресна дворана хотела "Здрављак" |
| 2001.  | - Банатски Карловац, Галерија Месне заједнице - Алексинац, Галерија Центра за културу и уметност                                                                                    |
| 2002.  | - Нови Сад, Културни центар - Мали ликовни салон - Београд, Галерија Ц Маркета - Фонтана - Панчево, Галерија "Леонардо" - Смедеревска Паланка, Галерија модерне уметности           |
| 2006.  | - Београд, Галерија "СИНГИДУНУМ" |
| 2007.  | - Чачак, Ликовни салон Дома културе - Пирот, Галерија "Чедомир Крстић" - Крагујевац, Модерна галерија Народног музеја - Алексинац, Галерија центра за културу                       |

## Колективне изложбе
| Година  | Место одржавања |
| ------- | --- |
| 1980.   | - Београд Изложба новопримљених чланова УЛУС-а - Београд инспирација сликара |
| 1981.   | - Загреб – Изложба студената ФЛУ |
| 1984.   | - Београд – 25. октобарски салон |
| 1985.   | - Краљево – Збирка уметничких дела Народног музеја у Краљеву 1975 – 1985 - Берлин – Нова имена – нова лица |
| 1986.   | - Београд, Крупањ, Сарајево, Љубљана, Књажевац и Алексинац – 28. Златно перо Београда 86. |
| 1987.   | - Берлин – 750 година Берлина - Београд, Шабац, Сарајево, Трстеник и Љубљана - 2.Златно перо Београда |
| 1988.   | - Београд, Љубљана, Алексинац, Приштина – 30. Златно перо Београда 88. - Берлин – Нова имена – нова лица |
| 1998.   | - Загорје об Сави – 24. сликарска колонија Излаке – Загорје об Сави |
| 1989.   | - Земун – Бој на Косову, шест векова...ИИ |
| 1990.   | - Нови Пазар – Изложба учесника колоније “Сопоћанска виђења” |
| 1991.   | - Београд – Уметници дародавци (продајна галерија “Београд”) - Пријепоље – Уметници Милешеви, аукцијска изложба |
| 1992.   | - Толедо, Тел Авив, Београд – СЕФАРД 92 |
| 1994.   | - Београд, Бања Лука – Пролећна изложба чланова УЛУС-а - Београд – Савремени Пејзаж |
| 1995.   | - Београд – Пејзаж у савременој југословенској уметности - Зрењанин, Крушевац, Ниш – 2. бијенале акварела Југославије, Зрењанин '95 - Куманово – Изложба учесника колоније Куманово '95. - Димитровград, Београд, Ниш, Алексинац – Изложба учесника колоније Пагановски манастир '93, '94, '95. - Софија – Савремено сликарство – Фонд уметничких дела Међурепубличке заједнице - Зрењанин – 15. сусрет акварелиста Југославије – ЕЧКА 95 – уЧесници у раду ликовне колоније ЕЧКА '95. |
| 1996.   | - Београд – Београдска мини-арт сцена |
| 1997. - | - Београд – Југословенски ликовни уметници деци Кубе, аукција изложба слика |
| 1998. - | - Београд – Међународни сајам уметности и уметничке опреме АРТ ЕКСПО 98. |
| 2000. - | - Београд – Акварел и цртеж у српској уметности |
| 2001. - | - Београд – Аукцијска изложба слика у Народном музеју за помоћ у обнови манастира Ђурђеви ступови |
| 2007.   | - Панчево, Галерија историјског архива, Први бијенале цртежа Србије |

## Награде и признања
- 1987. - Београд, Девета изложба цртежа "Београд '87" Друга награда
- 1991. - Пљевља, награда за сликарство „Пиво Караматијевић”